# Arnošt z Ottowaldu
Arnošt z Ottowaldu (též česky z Otovaldu, německy Ernest von Ottowald, asi okolo 1600 – po 1654) byl bavorský voják a šlechtic, někdejší důstojník říšské císařské armády, posléze pak spolupracující se švédskými vojsky, v období třicetileté války. Výrazným způsobem zasáhl na švédské straně do obléhání Prahy roku 1648.

## Život
Pocházel z Bavorska, narodil se patrně na přelomu 16. a 17. století. Během třicetileté války vstoupil do císařské armády jako mušketýr a jezdec, kde posléze dosáhl hodnosti podplukovníka. Roku 1630 byl u Plavně těžce raněn, následkem čehož měl přijít o ruku. Následně z armády odešel a odebral se na svůj statek Háj (německy Gehag) u Chebu, kde následně hospodařil.
Roku 1647 jeho statky zpustošila švédská vojska generála Wranglera, následkem čehož byl přiveden na mizinu. Následně se pak ucházel u císaře Ferdinanda III., kterého nedlouho předtím Ottowaldský hostil na své tvrzi Chlumeček, o vojenskou i finanční pomoc odvolávaje se na své vojenské zásluhy. Jelikož se mu nedostalo odezvy, vstoupil v této tíživé situaci do služeb švédské armády generála Königsmarcka, která v létě 1648 doputovala ku Praze.

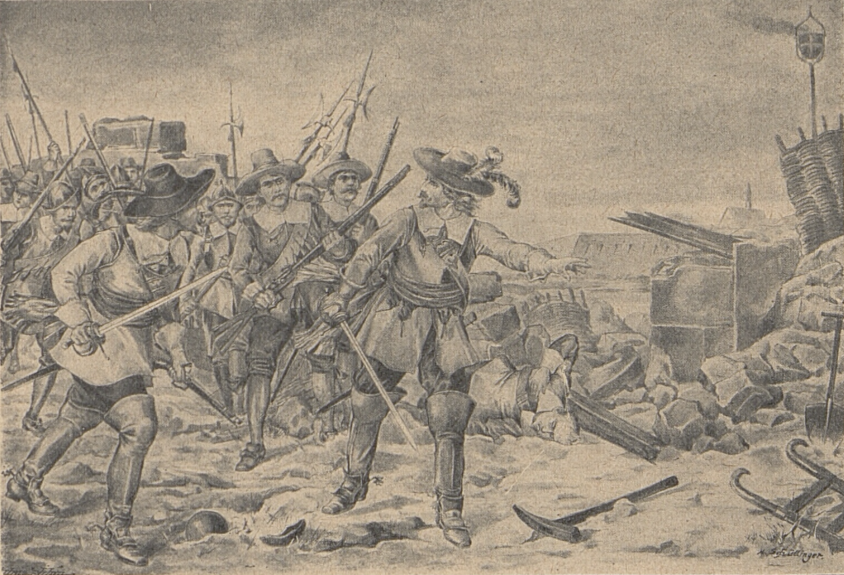
Arnošt Otovaldský se Švédy na hradbách Hradčanských (Obrázkové dějiny národa českého, 1910)

Jelikož po svém nedávném půlročním pobytu v Praze věděl, že hradby na Hradčanech jsou na několika místech poničeny a v noci nedbale hlídány, zpravil o tom Königsmarka, který se svými muži postoupil ku Praze a nepozorován se dostal až k Břevnovu. Odtud Ottowaldský vedl přední voj asi 1000 střelců, se kterými pronikli v noci na 26. července 1648 slabě hlídanou mezerou v hradbách do města a po odzbrojení stráží otevřeli posilám Strahovskou bránu a následně se tak zmocnili celé Malé Strany, čímž započalo švédské obležení Starého a Nového Města. To vytrvalo až do samého konce války a uzavření Vestfálského míru koncem října 1648.
Za své služby švédské koruně byl Ottowaldský od královny Kristiny odměněn značnou sumou peněz, udělením šlechtického predikátu ze Streitberka a dalšími milostmi. O dobytí Malé Strany potom sám podal zprávu veřejnosti, když sepsal své důvody a příčiny, které jej přinutily ke spolupráci se Švédy (Theat. Eur. VI, p. 324). Nadále žil na svých statcích v u Chebu, roku 1654 prodal svůj statek Háj chebské obci.
Zemřel někdy ve druhé polovině 17. století.